# 20 ianuarie
ianuarie • februarie • martie  • aprilie  • mai  • iunie  • iulie  • august  • septembrie  • octombrie  • noiembrie  • decembrie
20 ianuarie este a 20-a zi a calendarului gregorian. Mai sunt 345 de zile până la sfârșitul anului (346 de zile în anii bisecți).

## Evenimente

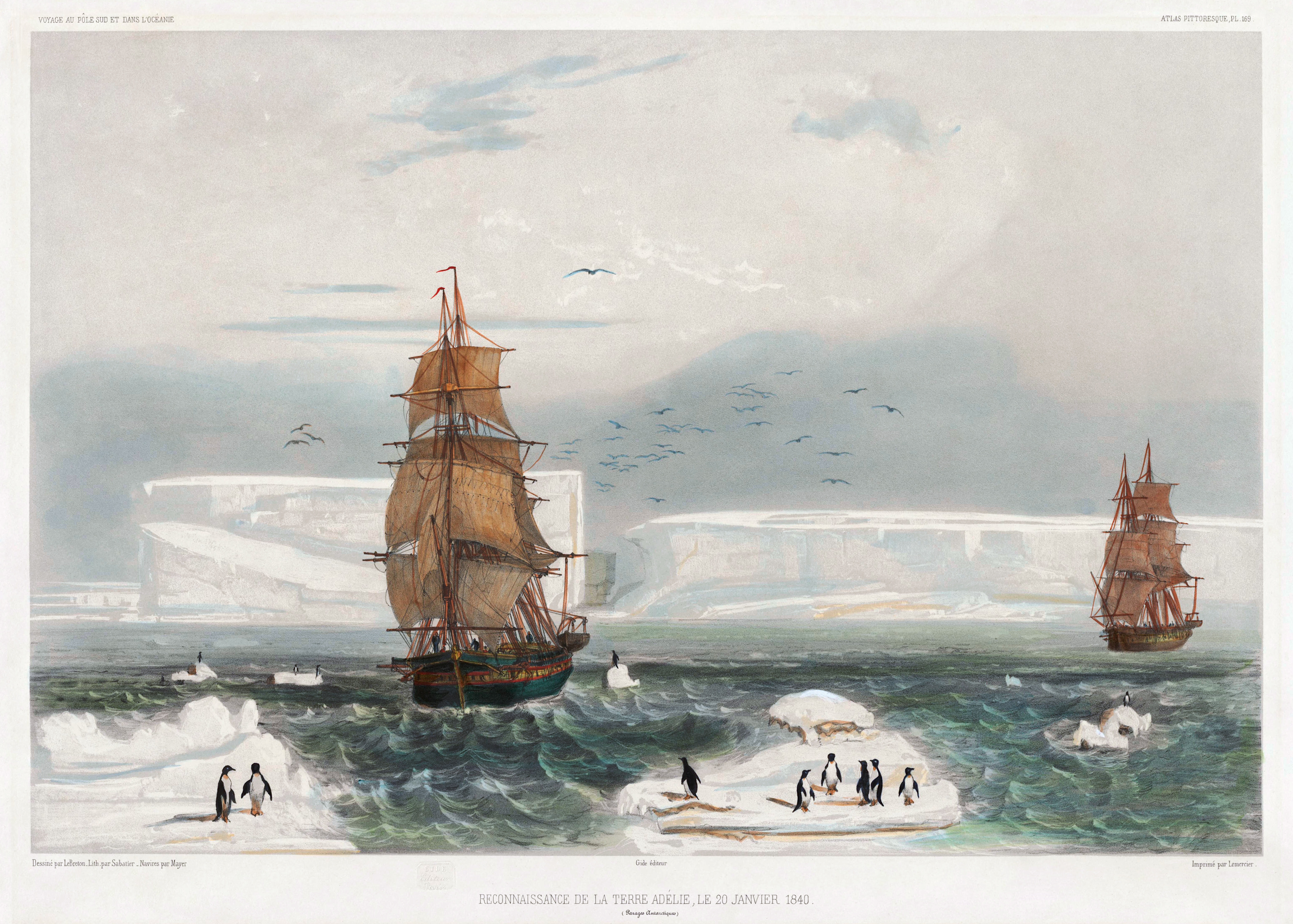
1840: Exploratorul francez Jules Dumont d'Urville conduce o expediție prin care a descoperit Adélie.

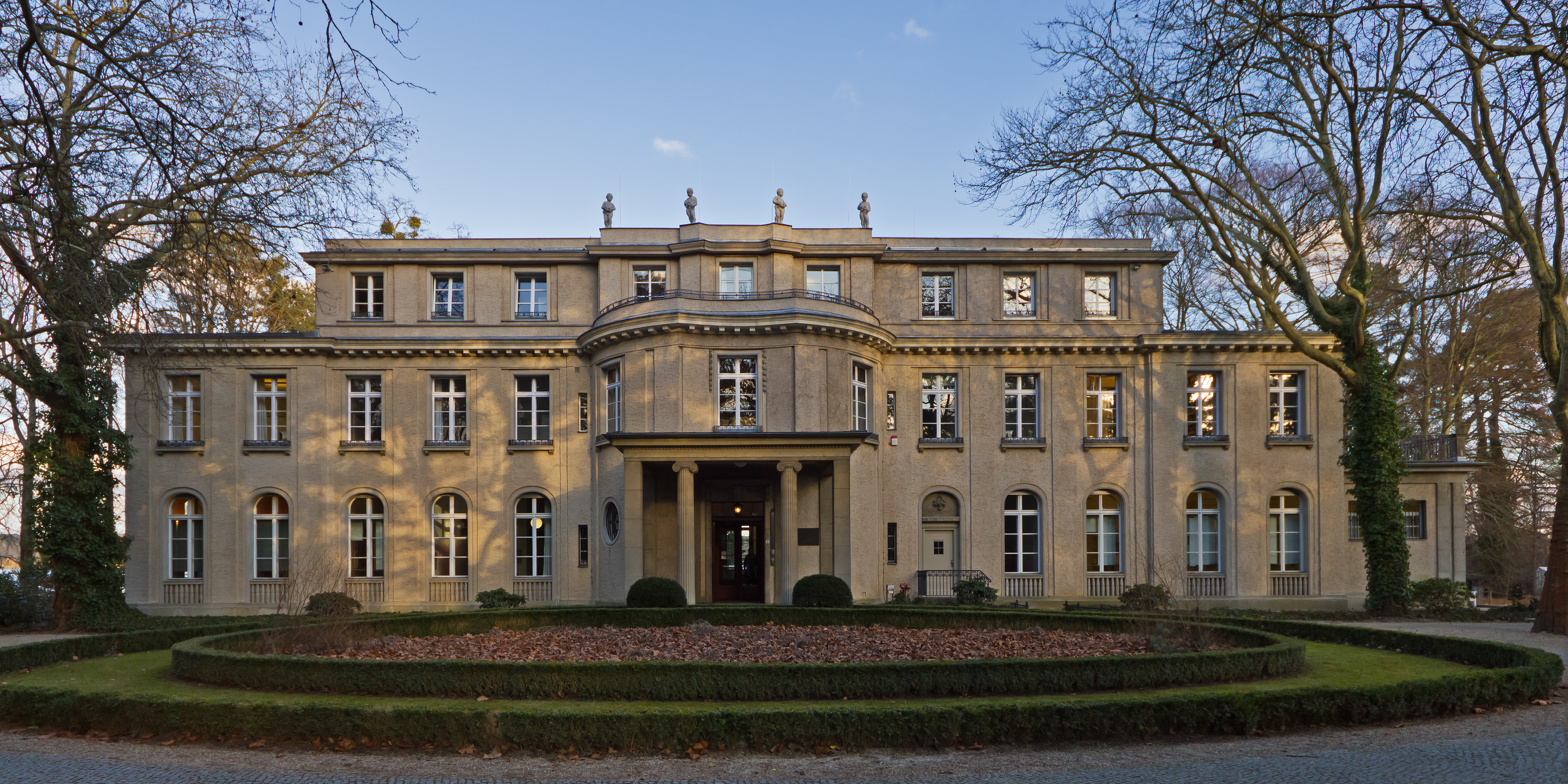
1942: Vila de pe malul lacului Wannsee unde s-a ținut Conferința de la Wannsee și s-a discutat implementarea „Soluției finale a problemei evreiești”.

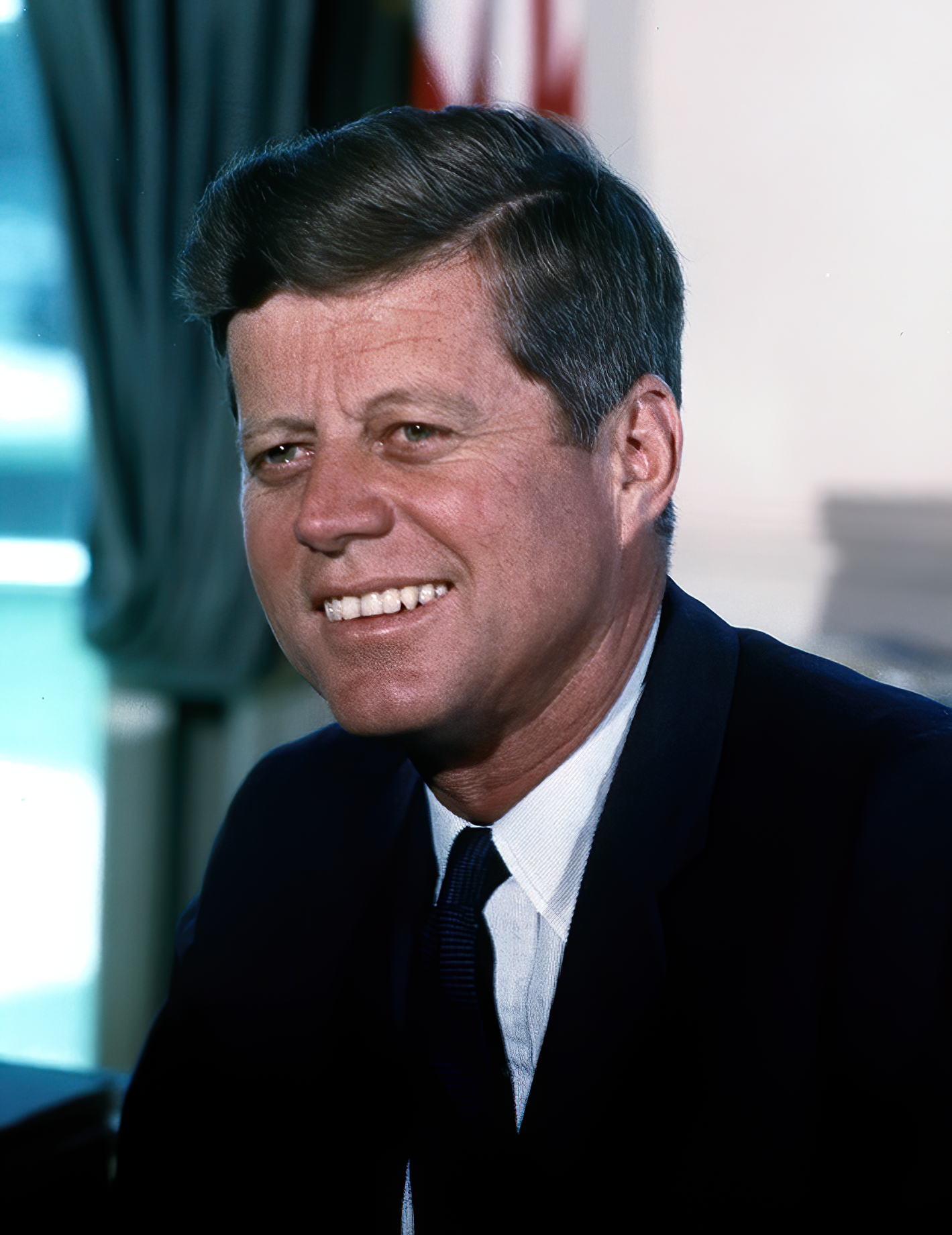
1961: John F. Kennedy este inaugurat cel de-al 35-lea președinte al Statelor Unite, devenind cel mai tânăr bărbat care a fost ales în această funcție

2009: Barack Obama este inaugurat ca cel de-al 44-lea președinte al Statelor Unite ale Americii, devenind primul președinte afro-american al Statelor Unite.

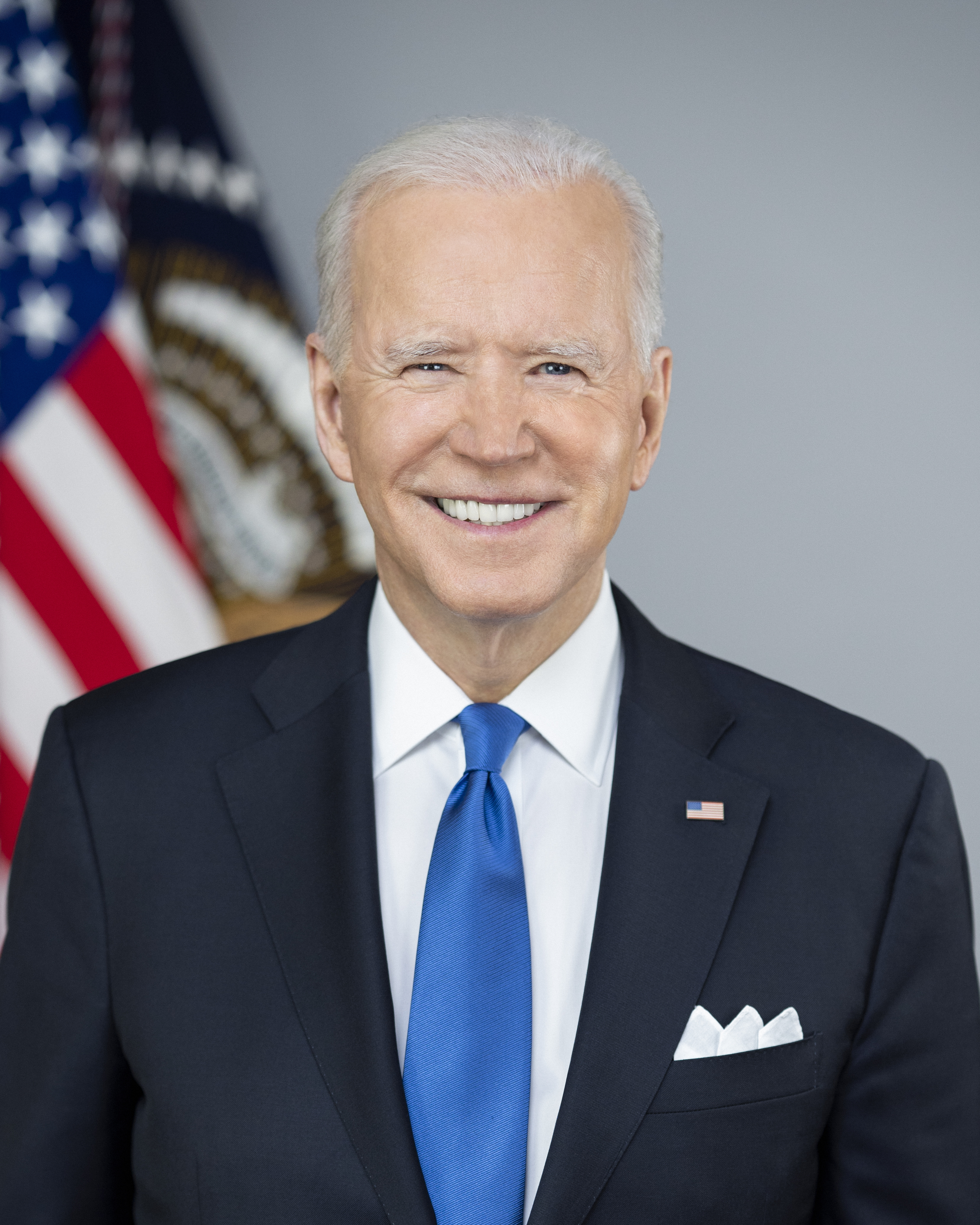
2021: Joe Biden este inaugurat ca ce de-al 46-lea președinte al Statelor Unite ale Americii. La 78 de ani, devine cea mai în vârstă persoană inaugurată vreodată.

- 0250: Papa Fabian este martirizat în timpul persecuției din timpul împăratului Decius.[1]
- 0649: Împăratul Chindasuint, la îndemnul episcopului Braulio de Zaragoza, îl  încoronează pe fiul său Recceswinth în calitate de co-conducător al Regatului Vizigot.
- 1265: Primul parlament englez conduce prima ședință la Palatul Westminster.
- 1320: Ducele Wladyslaw Lokietek devine rege al Poloniei.
- 1356: Edward Balliol renunță la pretențiile la tron ca rege al Scoției în favoarea lui David al II-lea. Pentru aceasta primește de la regele englez Edward al III-lea o pensie.
- 1368: Prima mențiune documentară a orașului Slatina într-un act oficial al lui Vladislav I Vlaicu, care acordă scutire de vamă negustorilor brașoveni la trecerea peste râul Olt.
- 1368: Vladislav I Vlaicu, domnitor al Țării Românești, confirma brașovenilor privilegiile lor comerciale la sud de Carpați. Este cel mai vechi privilegiu comercial acordat de un domnitor român scris în limba latină. El atestă intensificarea comerțului pe „drumul Brăilei”, cale comercială ce lega Brașovul cu cetatea de pe Dunăre, fiind prima mențiune documentară a cetatii Brăila, menționată ca Brayla.
- 1390: S-a încheiat tratatul de la Lublin dintre Mircea cel Bătrân, domnul Țării Românești (1386 - 1418), și Wladislaw al II-lea Jagello, regele Poloniei (1386-1434).
- 1523: După pierderea coroanei regale suedeze în fața lui Gustav I Wasa, regele Christian al II-lea este acum forțat să abdice ca rege al Danemarcei și Norvegiei.
- 1527: Începe prima domnie a lui Petru Rareș în Moldova.
- 1567: Bătălia de la Rio de Janeiro: forțele portugheze aflate sub comanda lui Estácio de Sá alunga definitiv francezii din Rio de Janeiro.
- 1576: Orașul mexican León este fondat prin ordinul vicerenului Don Martín Enríquez de Almanza.
- 1603: Prima atestare documentară a satului Bravicea.
- 1649: În Anglia, după înfrângerea sa în Războiul Civil englez, procesul de înaltă trădare împotriva regelui Carol I începe în fața parlamentului la instigarea lui Oliver Cromwell.
- 1783 Regatul Marii Britanii a semnat articole preliminare de pace cu Franța, stabilind scena până la sfârșitul oficial al ostilităților în războiul revoluționar american, mai târziu în acel an.[2]
- 1785 Forțele inamice ale Siamului încearcă să exploateze haosul politic din Vietnam, dar sunt în ambuscadă și anihilate la râul Mekong de către Tây Sơn în bătălia de la Rạch Gâm-Xoài Mút.
- 1788 A treia și partea principală a Flotei Primă ajunge la Golful Botanic. Arthur Phillip decide că Port Jackson este o locație mai potrivită pentru o colonie.
- 1839: În bătălia de la Yungay, Chile înfrânge o alianță între Peru și Bolivia.
- 1840: Willem al II-lea a devenit rege al Țărilor de Jos după abdicarea tatălui său Willem I.
- 1840: Exploratorul francez Jules Dumont d'Urville conduce o expediție prin care a descoperit Adélie.
- 1841: Insula Hong Kong este ocupată de britanici în Primul Război al Opiului împotriva Chinei.
- 1877 Ultima zi a Conferinței de la Constantinopol are ca rezultat un acord de reforme politice în Balcani.
- 1880: A apărut, la București, revista "Literatorul", sub conducerea lui Alexandru Macedonski.
- 1884: Ia ființă, din inițiativa lui Spiru Haret, "Casa pentru ajutorul școalelor".
- 1887 Senatul Statelor Unite permite Marinei să închirieze Pearl Harbor ca bază navală.
- 1905: Podul egiptean din Sankt Petersburg utilizat atât de către pietoni cât și de căruțe trase de cai, s-a prăbușit atunci când un escadron de cavalerie l-a traversat. Toți cei 60 de soldați căzuți în râul Fontanka au fost salvați însă câțiva cai s-au înecat. Structura actuală a podului, care încorporează sfincși si multe alte detalii ale podului construit în secolul XIX, a fost finalizată în 1955.
- 1920: Guvernele României, Cehoslovaciei și Regatului sîrbilor, croaților și slovenilor cer Conferinței ambasadorilor să interzică revenirea pe tronul Ungariei a habsburgilor, subliniind că ei nu vor tolera o asemenea tentativă.
- 1921 Submarinul britanic K-Class H5 K5 se scufunda în Canalul Mânecii; toate cele 56 de pe masă mor.
- 1928: Are loc premiera filmului "Năpasta", după I.L. Caragiale.
- 1936: Moare regele George al V-lea al Regatului Unit. Fiul său cel mare urcă pe tron, devenind Edward al VIII-lea. Titlul de Prinț de Wales nu este folosit pentru următorii 22 de ani.
- 1937; Franklin D. Roosevelt depune jurământul pentru al doilea mandat ca președinte al SUA; este prima dată când are loc o inaugurare prezidențială la 20 ianuarie, de când al 20-lea amendament a schimbat datele mandatelor prezidențiale.
- 1941: Un ofițer german este ucis la  București, România, declanșând o rebeliune și un pogrom din partea Gărzii de Fier, ucigând 125 de evrei și 30 de soldați.
- 1942: SS-Obergruppenführer Reinhard Heydrich și alți oficiali din Germania Nazistă au ținut Conferința de la Wannsee în care au discutat implementarea „Soluției finale a problemei evreiești”.
- 1947: SUA semnează Tratatul de pace cu România.
- 1950: Capitala statului Israel este transferată de la Tel Aviv la Ierusalimul de Vest, împreună cu instituțiile centrale și ale administrației de stat. Statele lumii nu recunosc acest act și își mențin misiunile diplomatice la Tel Aviv.
- 1961: Democratul John F. Kennedy este inaugurat cel de-al 35-lea președinte al Statelor Unite, devenind cel mai tânăr bărbat care a fost ales în această funcție și primul catolic.
- 1964: Membrii trupei britanice The Beatles au lansat primul lor album în SUA, Meet the Beatles.
- 1969: Republicanul Richard Nixon devine cel de-al 37-lea președinte al Statelor Unite.
- 1969: Primul pulsar este descoperit în Nebuloasa Crabului.
- 1981: La douăzeci de minute după ce republicanul Ronald Reagan este inaugurat ca cel de-al 40-lea președinte al Statelor Unite ale Americii, Iranul eliberează 52 de ostatici americani.
- 1990: A apărut, la București, primul număr al revistei „22”, editată de Grupul pentru Dialog Social.
- 1990: Armata Roșie a reprimat violent demonstrațiile pro-independență din Baku, RSS Azerbaidjan.
- 1992: Biblioteca Americană din București devine Centrul Cultural American.
- 1992: Zborul Air Inter 148, un Airbus A320-111, se prăbușește într-un munte în apropiere de Strasbourg, Franța, ucigând 87 din cele 96 de persoane aflate la bord.
- 1993: Democratul Bill Clinton devine cel de-al 42-lea președinte al Statelor Unite.
- 1996: Primele alegeri generale libere organizate vreodată în teritoriile palestiniene autonome, Cisiordania, Fâșia Gaza și Ierusalimul de Est. Yasser Arafat a fost ales în funcția de președinte al Autorității Naționale Palestiniene.
- 1999: A cincea mineriadă: Minerii părăsesc Târgu Jiu, în direcția București. Președintele convoacă parlamentul în sesiune extraordinară. Guvernul este gata să negocieze, cu condiția ca minerii să se oprească. Aceștia sunt gata să discute, dar numai cu primul ministru. În jurul orei 18:00, cei aproximativ 10.000 de mineri ajung la Horezu.
- 2001: Președintele Filipine, Joseph Estrada, este înlăturat într-o revoluție nonviolentă de patru zile și este succedat de Gloria Macapagal Arroyo.
- 2003: Irakul refuză survolarea teritoriului de către avioane americane de spionaj U2.
- 2004: Președintele Ion Iliescu i-a decernat Regelui Mihai I,  Marele Premiu al Institutului Cultural Român.
- 2009: Democratul Barack Obama este inaugurat ca cel de-al 44-lea președinte al Statelor Unite ale Americii, devenind primul președinte afro-american al Statelor Unite.[3]
- 2014: Se petrece accidentul aviatic din Munții Apuseni din 2014, în care sunt 2 morți și 5 răniți.
- 2016: NASA și Administrația Națională Oceanică și Atmosferică au anunțat că anul 2015 a fost cel mai cald an din istorie de la începutul înregistrărilor meteorologice în 1890.
- 2021: Democratul Joe Biden este inaugurat ca ce de-al 46-lea președinte al Statelor Unite ale Americii. La momentul învestirii sale, el a devenit cea mai în vârstă persoană învestită vreodată în această funcție. Kamala Harris a devenit prima femeie vicepreședinte al Statelor Unite.[4]
- 2025: Republicanul Donald Trump devine cel de-al 47-lea președinte al Statelor Unite ale Americii. La 78 de ani, el este cea mai vârstnică persoană învestită vreodată în această funcție.[5]

## Nașteri
- 1554: Sebastian I al Portugaliei (d. 1578)
- 1716: Carol al III-lea, rege al Spaniei (d. 1788)
- 1750: Prințesa Louise a Danemarcei și Norvegiei (d. 1831)
- 1751: Ferdinand, Duce de Parma (d. 1802)
- 1775: André-Marie Ampère, fizician francez (d. 1836)

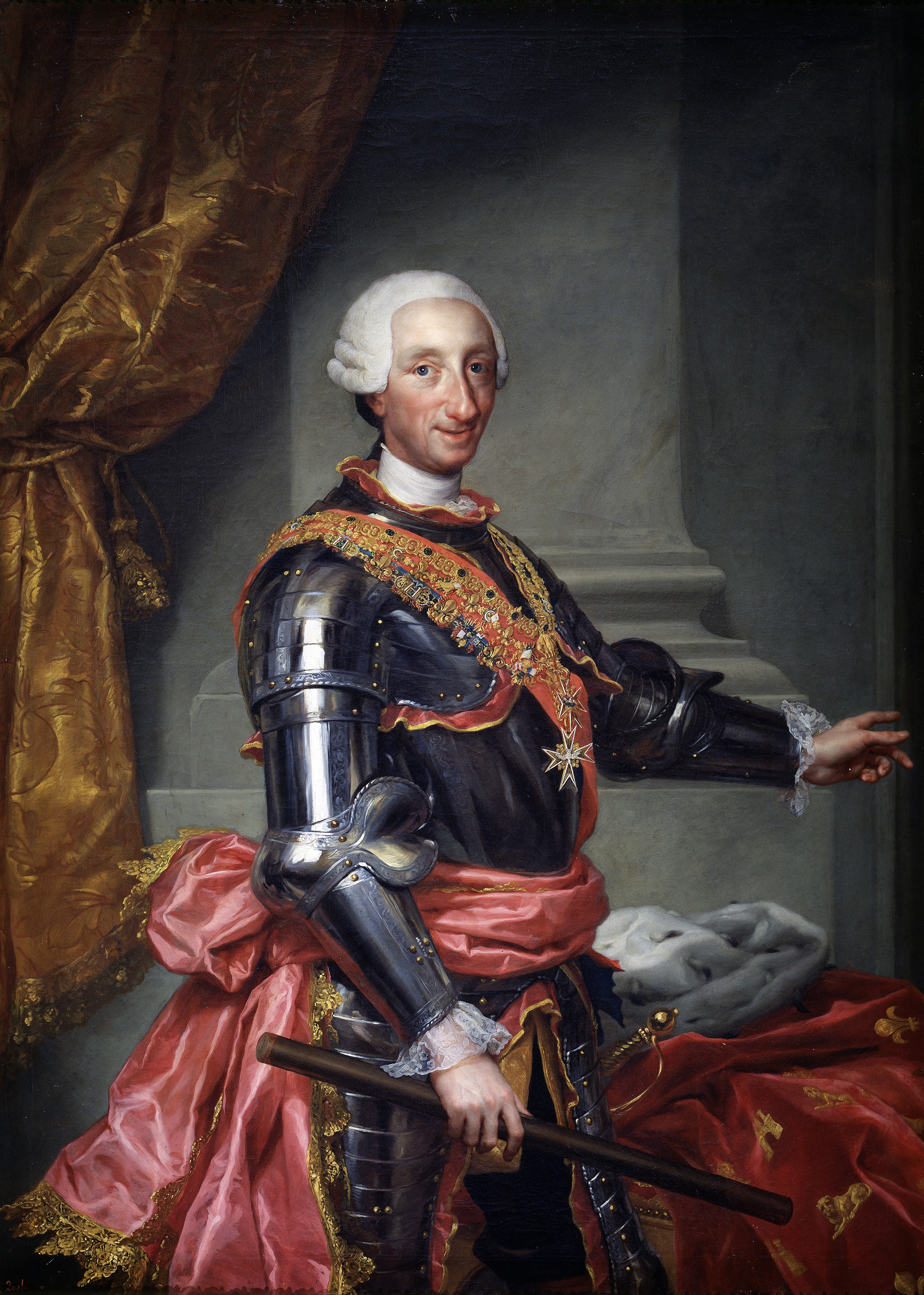
Regele Carol al III-lea al Spaniei
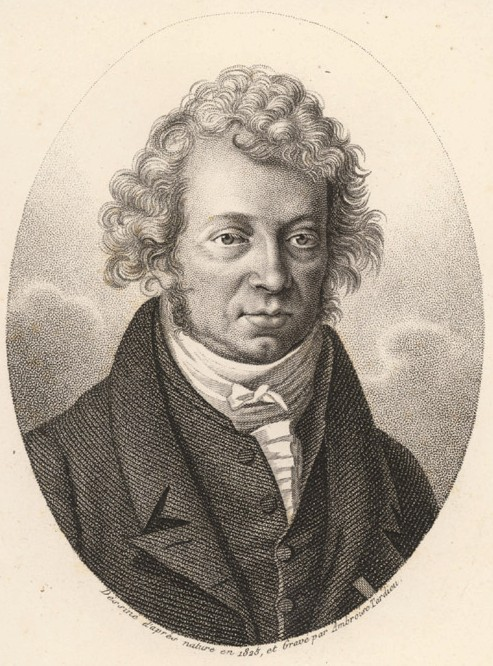
André-Marie Ampère, fizician francez
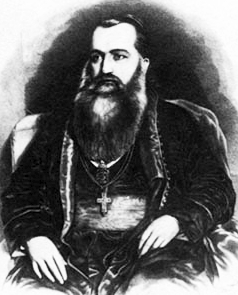
Andrei Șaguna,  mitropolit al Transilvaniei

- 1809: Andrei Șaguna, mitropolit al Transilvaniei (d. 1873)
- 1849: Prințesa Maria de Saxa-Weimar-Eisenach (d. 1922)
- 1850: Emilio Sala, pictor spaniol (d. 1910)
- 1865: Friedrich, Prinț de Waldeck și Pyrmont (d. 1946)
- 1872: Ștefan Popescu, pictor român (d. 1948)
- 1877: Raymond Roussel, scriitor, dramaturg și poet francez (d. 1933)
- 1873: Johannes Vilhelm Jensen, scriitor danez, laureat Nobel (d. 1950)
- 1896: George Burns,  actor și scriitor american (d. 1996)
- 1901: Louis Boyer, astronom francez (d. 1999)
- 1906: Aristotel Onassis, om de afaceri grec (d. 1975)
- 1914: Prințul Vsevolod Ivanovici al Rusiei (d. 1973)
- 1918: Ion Frunzetti, poet, istoric, traducător și critic de artă român (d. 1985)
- 1920: Federico Fellini, regizor italian (d. 1993)
- 1925: Ernesto Cardenal, preot, politician și scriitor nicaraguan (d. 2020)
- 1930: Buzz Aldrin (n. Edwin Eugene Aldrin, Jr.), astronaut și inginer american, al doilea om care a pășit pe Lună (Apollo 11, 1969)
- 1931: David Morris Lee, fizician american
- 1937: Alexandru Szabo, poloist român
- 1938: Maria-Magdalena Zaharescu, chimistă română, membră a Academiei Române
- 1944: Dan Covătaru, sculptor român

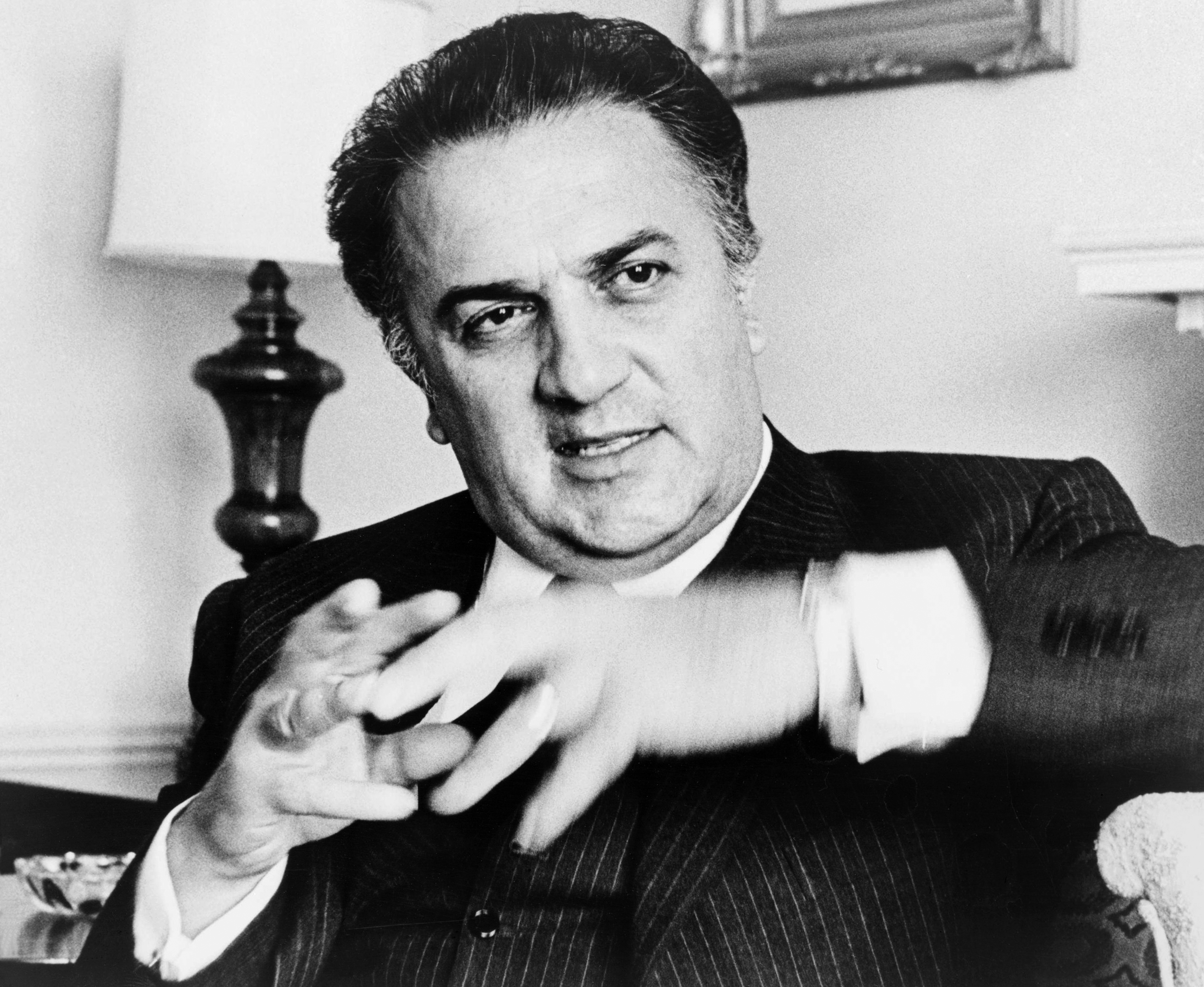
Federico Fellini, regizor italian
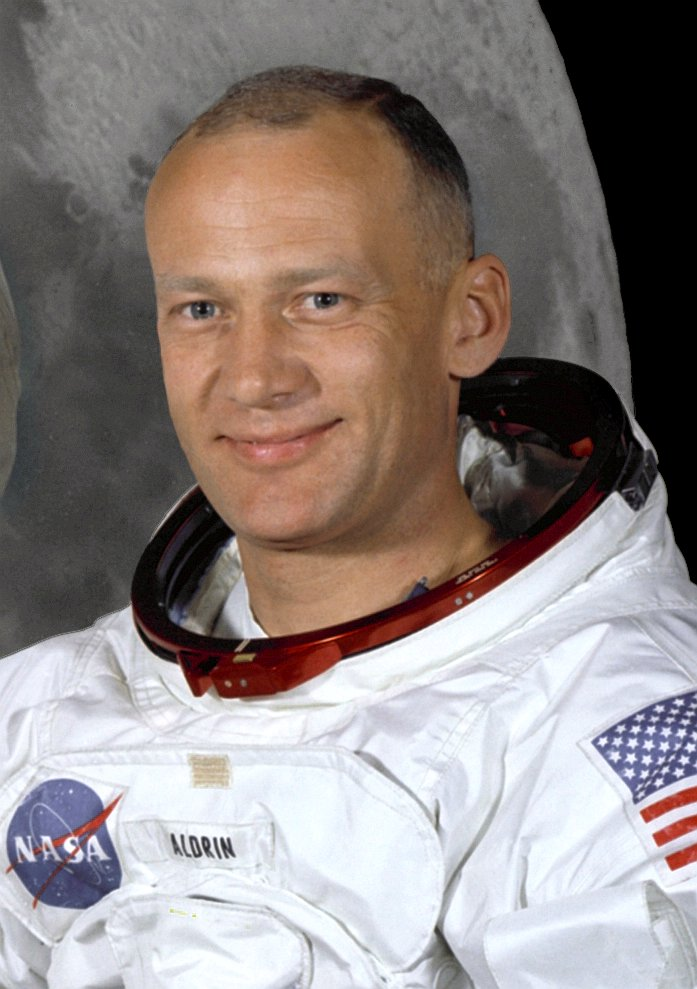
Buzz Aldrin, astronaut american, al doilea om care a pășit pe Lună
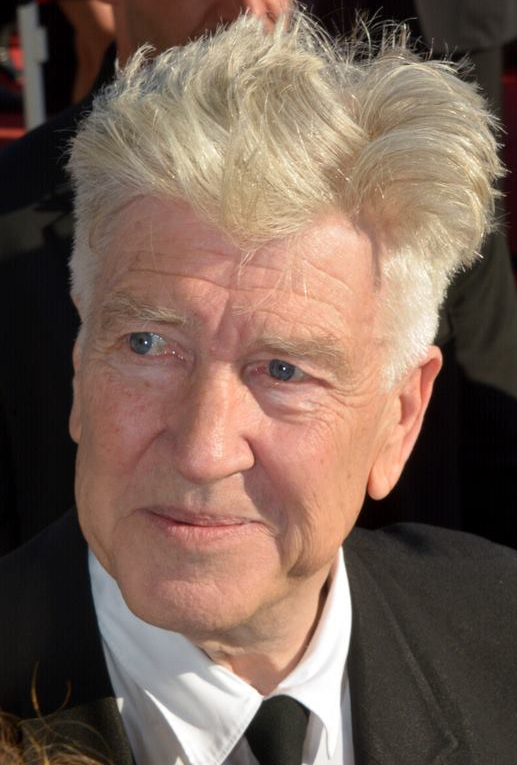
David Lynch, regizor american

- 1946: David Lynch, regizor american (d. 2025)
- 1952: Petru Cimpoeșu, scriitor român
- 1959: Cornelia Ardelean, politician român
- 1965: Sophie, Contesă de Wessex, membră a Familiei Regale Britanice
- 1968: Cătălin Micula, politician român
- 1973: Liana Dumitrescu, politician român de etnie macedoneană
- 1973: Mathilde a Belgiei, regină consort a Belgiei
- 1975: Pavel Bartoș, actor român
- 1978: Volodîmîr Hroisman, politician ucrainean
- 1979: Szidonia Vajda, jucătoare de șah româno-maghiară
- 1981: Owen Hargreaves, fotbalist englez

## Decese
- 1612: Rudolf al II-lea, împărat al Imperiului Romano-German (1576-1612) (n. 1552)
- 1666: Ana de Austria, soția lui Ludovic al XIII-lea al Franței (n. 1601)
- 1731: Antonio Farnese, Duce de Parma (n. 1679)
- 1739: Francesco Galli da Bibbiena, pictor italian (n. 1659)
- 1745: Carol al VII-lea, împărat al Imperiului Romano-German (n. 1697)
- 1816: Karoline Luise, Prințesă de Saxa-Weimar-Eisenach (n. 1786)
- 1818: Dimitrie Țichindeal, scriitor român (n. 1775)

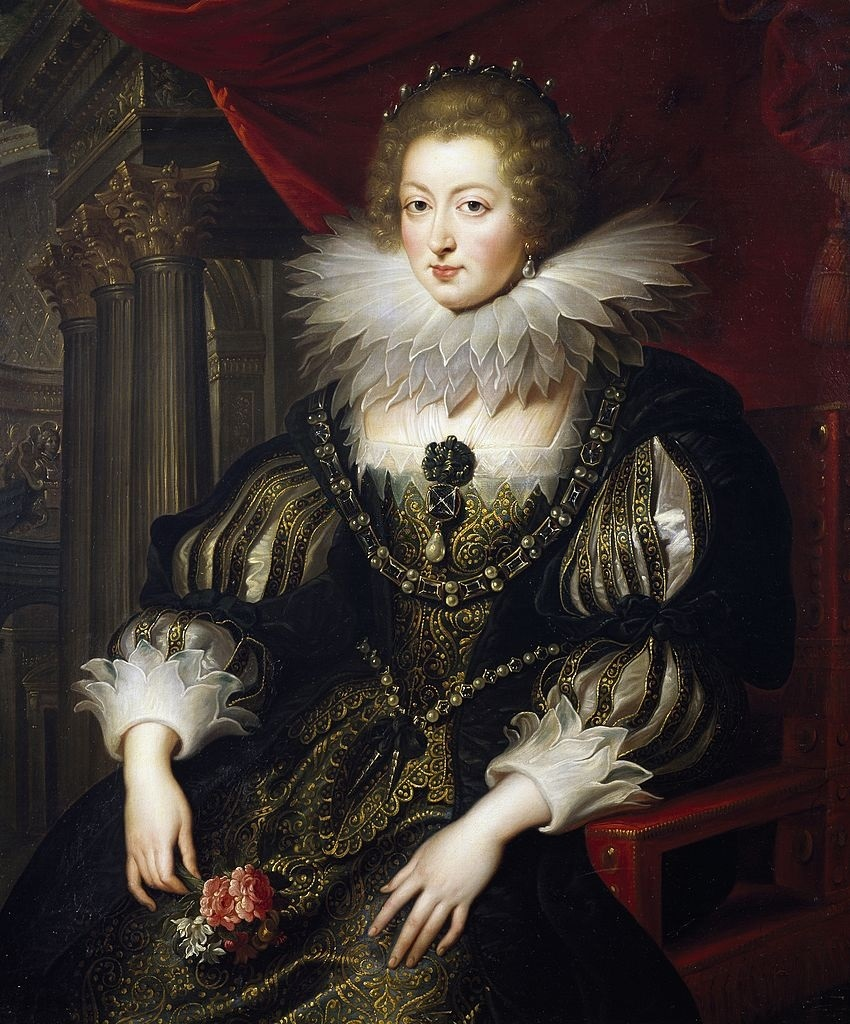
Ana de Austria, soția regelui Ludovic al XIII-lea al Franței
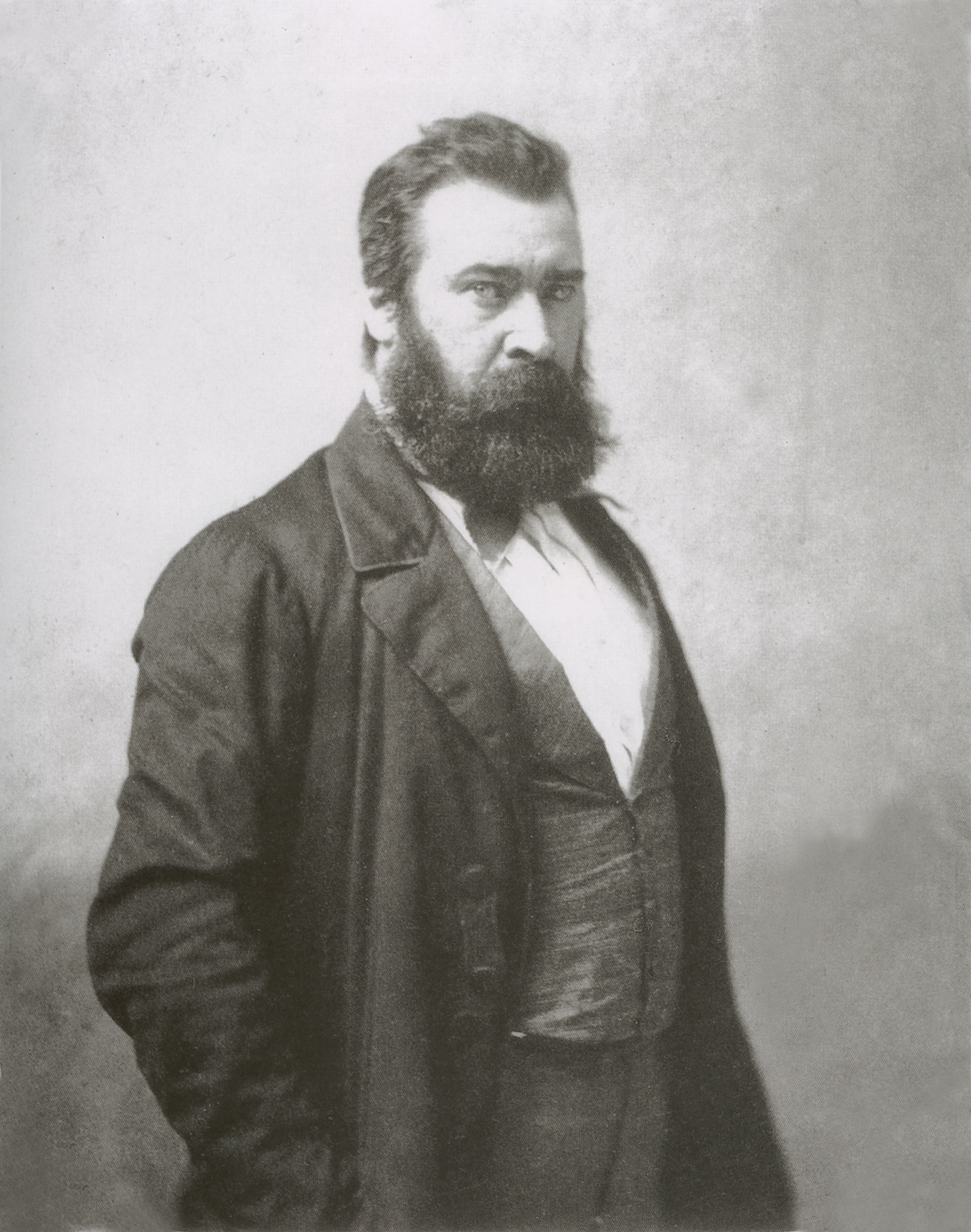
Jean-François Millet, pictor francez
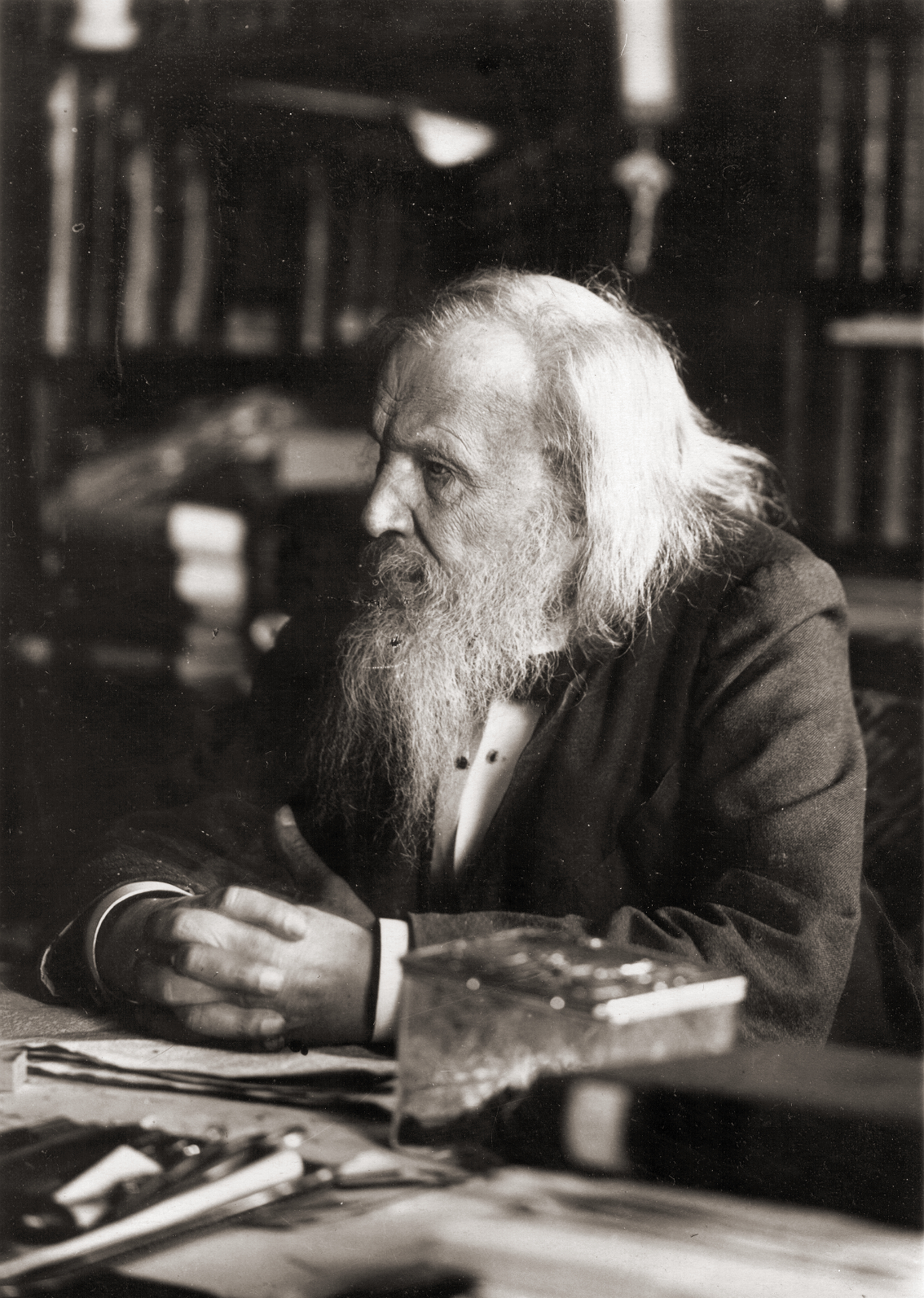
Dimitri Mendeleev, chimist rus

- 1819: Carol al IV-lea al Spaniei (n. 1748)
- 1820: Frederic al V-lea, Landgraf de Hesse-Homburg (n. 1748)
- 1826: Stanisław Staszic, preot catolic, filozof și poet polonez (n. 1755)
- 1848: Christian al VIII-lea, rege al Danemarcei (n. 1786)
- 1855: Maria Adelaide de Austria, prima soție a lui Victor Emanuel al II-lea al Italiei (n. 1822)
- 1875: Jean-François Millet, pictor francez, unul din fondatorii Școlii de la Barbizon (n. 1814)
- 1896: Prințul Henric de Battenberg (n. 1858)
- 1907: Dimitri Mendeleev, chimist rus, care a descoperit legea periodicității și a conceput clasificarea periodică a elementelor chimice (n. 1834)
- 1936: Regele George al V-lea al Regatului Unit (n. 1865)
- 1943: Pericle Papahagi, filolog, lingvist și folclorist român (n. 1872)
- 1984: Johnny Weissmuller, înotator și actor american, născut la Timișoara (n. 1904)
- 1990: Barbara Stanwyck, actriță americană (n. 1902)
- 1993: Audrey Hepburn, actriță britanică (n. 1929)

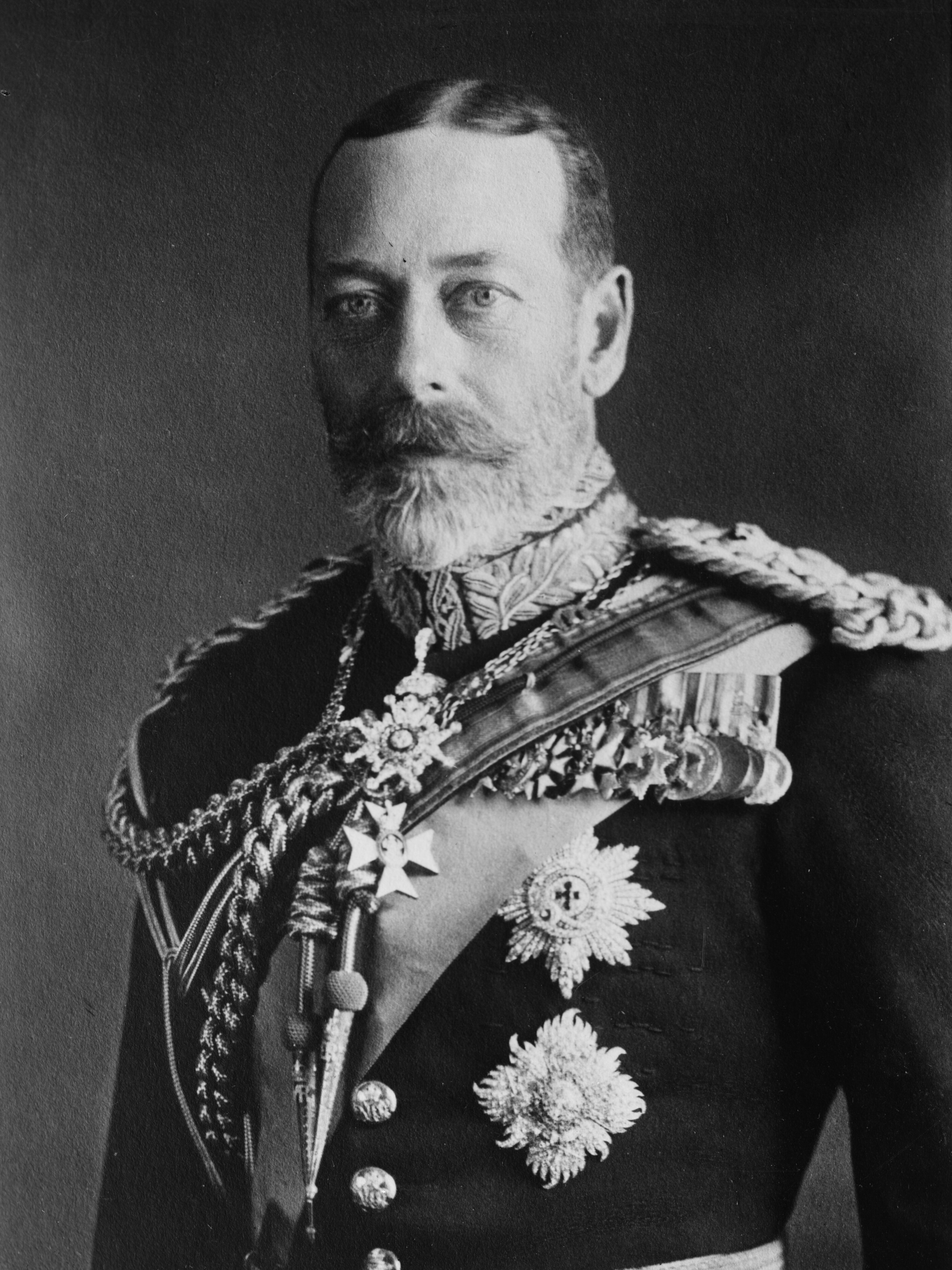
Regele George al V-lea al Regatului Unit
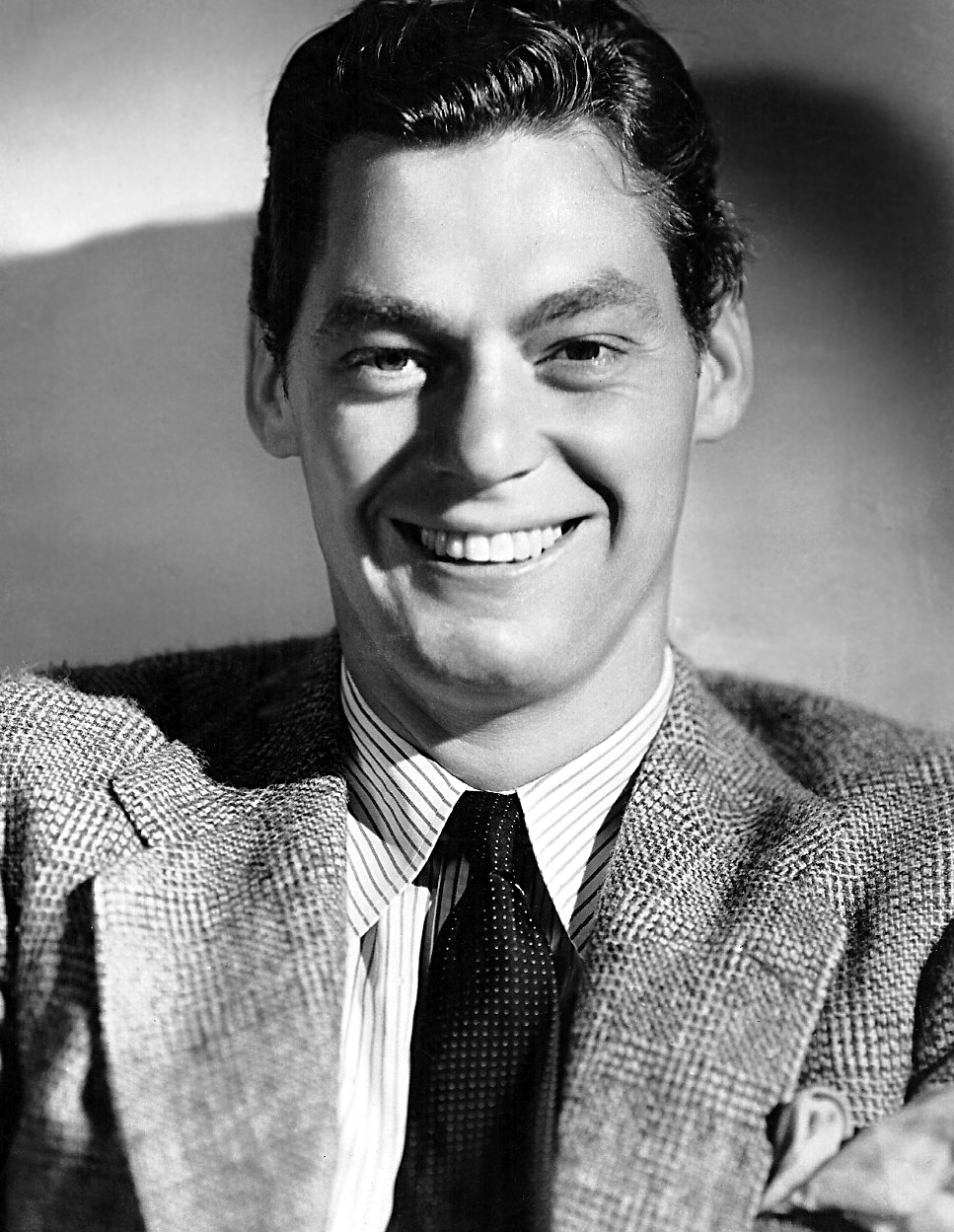
Johnny Weissmuller, înotator, actor american (Tarzan)
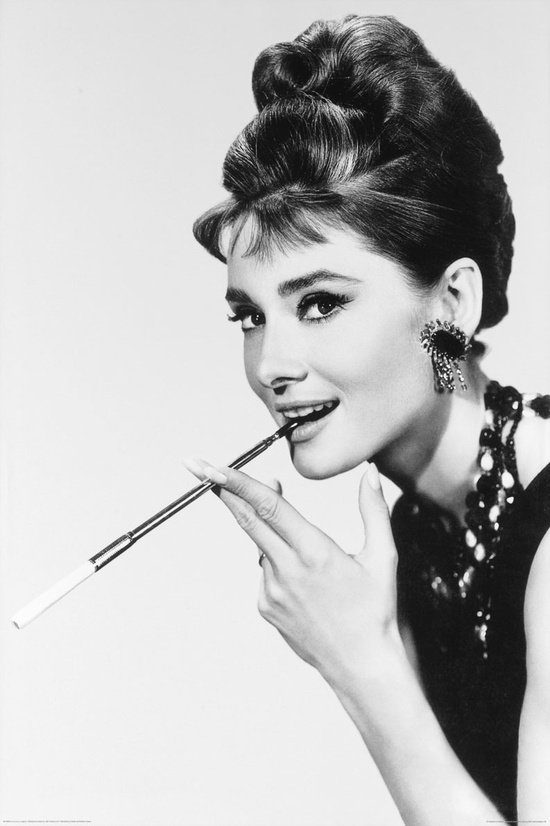
Audrey Hepburn, actriță britanică

- 1994: Matt Busby, fotbalist și antrenor scoțian de fotbal (n. 1909)
- 1995: Nobuo Kaneko, actor japonez (n. 1923)
- 1997: Albín Brunovský, pictor slovac (n. 1935)
- 2009: Eugen Trofin, antrenor de handbal din România (n. 1931)
- 2012: Etta James, cântăreață americană (n. 1938)
- 2014: Claudio Abbado, muzician și dirijor italian (n. 1933)
- 2016: Edmonde Charles-Roux, scriitoare franceză, câștigătoare a Premiului Goncourt în 1966 (n. 1920)
- 2021: Mihail Cibotaru, prozator și publicist din Republica Moldova (n. 1934)
- 2021: Mira Furlan, actriță și cântăreață croată (n. 1955)
- 2022: Meat Loaf, cântăreț de rock și actor american (n. 1947)
- 2024: Norman Jewison,  regizor, producător de film și actor canadian (n. 1926)

## Sărbători
- Sf. Eftimie cel Mare (calendar bizantin)
- Sfinții Sebastian și Fabian (calendar latin)